# Nightbreed
Nightbreed is een Amerikaanse horrorfilm uit 1990, geschreven en geregisseerd door Clive Barker en gebaseerd op zijn boek "Cabal" uit 1988. Bij de release was de film een commerciële en kritische mislukking. Clive Barker uitte teleurstelling over de oorspronkelijke versie en slaagde er uiteindelijk in om in 2014 een regisseursversie uit te brengen, nadat de originele filmelementen waren herwonnen.

## Plot
Het verhaal volgt Aaron Boone, een mentaal instabiele patiënt die onterecht gelooft dat hij een seriemoordenaar is. Opgejaagd door de politie, dokter en vriendin Lori, vindt Boone toevlucht in een verlaten begraafplaats genaamd Midian, bewoond door een stam monsters genaamd de "Nightbreed."

## Rolverdeling
| Acteur                 | Personage                     |
| ---------------------- | ----------------------------- |
| Craig Sheffer          | Aaron Boone / Cabal           |
| Anne Bobby             | Lori Winston                  |
| David Cronenberg       | Dr. Philip K. Decker / Curtis |
| Charles Haid           | Captain Eigerman              |
| Hugh Quarshie          | Joyce                         |
| Bradley Lavelle        | Cormack                       |
| Hugh Ross              | Narcisse                      |
| Doug Bradley           | Dirk Lylesberg                |
| Catherine Chevalier    | Rachel                        |
| Bob Sessions           | Pettine                       |
| Malcolm Smith          | Father Ashberry               |
| Oliver Parker          | Peloquin                      |
| Debora Weston          | Sheryl Ann                    |
| Nicholas Vince         | Kinski                        |
| Simon Bamford          | Ohnaka                        |
| Kim Robertson          | Babette                       |
| Nina Robertson         | Rachel                        |
| Christine McCorkindale | Shuna Sassi                   |
| Tony Bluto             | Leroy Gomm                    |
| Bernard Henry          | Baphomet                      |